# Genocídio canadense de povos indígenas
Ao longo da História do Canadá, o governo canadense, seus precursores coloniais e os colonos europeus perpetraram violência sistemática contra os povos indígenas que cada vez mais vêm sendo reconhecidos como genocídio. Essas ações incluíram Deslocamento forçado, desapropriação de terras, políticas de fome deliberada, violência física e programas obrigatórios de assimilação. Essas atrocidades foram descritas como Limpeza étnica, Crimes contra a humanidade e Genocídio.
O Canadá é uma nação colonizadora de assentamento cuja economia inicial baseava-se na agricultura e na exportação de recursos naturais, como pele, peixe e madeira. O governo canadense implementou políticas como o Lei dos Índios. O uso do nome também fornece o contexto relevante sobre a era em que o sistema foi estabelecido, especificamente em uma época na qual os Povos indígenas no Canadá eram homogeneamente referidos como Índios, em vez de serem distinguidos, segundo a língua, em Primeiras Nações, Inuit e Métis. O uso de “Índio” é limitado ao longo da página a nomes próprios e referências à legislação governamental. segregação em saúde, escolas residenciais e deslocamento que tentaram a Assimilação forçada dos povos indígenas para a cultura euro-canadense enquanto afirmavam o controle sobre a terra e seus recursos. Apesar das interpretações atuais que podem definir essas ações como racistas ou genocidas, na época elas eram vistas como progressistas. Em resposta, as comunidades indígenas mobilizaram-se para resistir às políticas coloniais e afirmar seus direitos à autodeterminação e à soberania.
Embora historiadores canadenses defendam que o tratamento dispensado aos povos indígenas constitui genocídio, o negacionismo do genocídio indígena ainda é um componente da sociedade canadense. Um período de reparação teve início com a formação da Comissão de Verdade e Reconciliação do Canadá pelo Governo do Canadá em 2008. Isso incluiu o reconhecimento do genocídio cultural, acordos de indenização dos internatos indígenas, e o aprimoramento das questões relacionadas à discriminação racial, como o enfrentamento da situação de Mulheres indígenas desaparecidas e assassinadas.

## Debate acadêmico
O debate acerca do genocídio indígena no Canadá é complexo e controverso. De acordo com alguns especialistas em genocídio, incluindo Raphael Lemkin – o indivíduo que cunhou o termo Genocídio – o colonialismo estava intimamente ligado ao genocídio. Outros especialistas em genocídio, como Steven Katz, definem genocídio de forma restrita no contexto do Holocausto, argumentando que ele requer a erradicação física completa de um grupo. A sobreposição entre direito e história resulta em diferentes visões acerca do genocídio. O direito concentra-se em atos graves, restringindo-o aos aspectos físicos e biológicos e exigindo intenção de destruir um grupo. Historiadores investigam as complexidades mais amplas dos genocídios, incluindo processos de longo prazo e diversos motivos, sem definições legais estritas. O debate centraliza-se nas definições de genocídio, conforme disposto na Convenção das Nações Unidas para a Prevenção e Repressão do Genocídio, e, no contexto canadense, no Estatuto de Roma definido na Lei sobre Crimes contra a Humanidade e Crimes de Guerra.
A maioria dos historiadores canadenses defende que o tratamento dispensado aos povos indígenas pelos colonos europeus e pelos subsequentes governos canadenses constitui genocídio. Alguns estudiosos argumentam que o termo mais amplo "Crimes contra a humanidade" pode ser mais adequado e juridicamente definidor. Estudos, incluindo os de William Schabas, Ian Gentles, Robert Bothwell e Payam Akhavan, sugerem que os desafios legais para determinar o genocídio dificultam a aplicação do termo ao Canadá, visto que a Intenção genocida é muito difícil de ser comprovada conforme estipulado na Convenção do Genocídio. Estudos como os de David MacDonald e Graham Hudson argumentam que o Artigo 2 (e) incluiria os internatos residenciais na Convenção do Genocídio na forma como está redigida atualmente. Estudos, nomeadamente, os de Pamela Palmater e James Daschuk, utilizaram o termo Limpeza étnica para descrever o deslocamento e a remoção dos povos indígenas das pradarias canadenses.
A Comissão de Verdade e Reconciliação do Canadá (TRC), em seu relatório final de 2015, utilizou o termo específico Genocídio cultural ao abordar a história do sistema de internatos indígenas. O relatório final da TRC afirmava que "o genocídio cultural é a destruição daquelas estruturas e práticas que permitem que o grupo continue existindo". Em 2019, a Inquérito Nacional sobre Mulheres e Meninas Indígenas Desaparecidas e Assassinadas (MMIWG) concluiu que a crise constituía um "genocídio contínuo baseado em raça, identidade e gênero". O inquérito MMIWG utilizou a definição de genocídio conforme estabelecida na Lei sobre Crimes contra a Humanidade e Crimes de Guerra, em vez da Convenção do Genocídio, que o inquérito considerava "estreita" e baseada no Holocausto.
Em 2021, a Canadian Historical Association (CHA), que reúne 650 historiadores profissionais, afirmou que a história de violência contra os povos indígenas no Canadá justifica o uso do termo genocídio. Eles afirmam que existe um consenso amplo entre os historiadores sobre os efeitos negativos do genocídio institucionalizado sobre os povos indígenas ao longo dos últimos 150 anos. Uma carta aberta assinada por um grupo de 50 historiadores, iniciada por Christopher Dummitt, criticou a CHA por advogar uma interpretação histórica específica, que, segundo os críticos, compromete a liberdade acadêmica necessária para o debate histórico. Os signatários da carta, que incluem Margaret Macmillan, Terry Copp, Frédéric Bastien, J. L. Granatstein, Robert J. Young e Susan Mann, discordam da afirmação da CHA de consenso amplo, reiterando que o objetivo do governo era a integração, e não a eliminação, silenciando os dissidentes e caracterizando qualquer pessoa que desafiasse a linguagem dos ativistas como preconceituosa ou desatualizada. Em resposta à carta aberta, Sean Carleton e Andrew Woolford resumiram a posição da CHA, afirmando que a existência de um pequeno grupo de críticos, muitos dos quais não fazem parte da CHA e alguns que negam os internatos residenciais, não altera o amplo consenso acadêmico de que o genocídio se aplica ao Canadá. Carleton e Woolford afirmam que a dissidência e os apelos por debate vindos da margem são estratégias utilizadas por Negacionismo do genocídio para criar dúvidas e minar o consenso geral. Ian Gentles expressou preocupação com o que chamou de “ativistas”, afirmando que discutir genocídio é uma "ferramenta do genocídio".

## Colonialismo de assentamento

### Assimilação

Os Tratados Numerados assinados entre 1871–1921 transferiram grandes extensões de terra das Primeiras Nações para o Canadá em troca de diferentes promessas estipuladas em cada tratado.

As tentativas de assimilar os povos indígenas tiveram raízes no colonialismo imperial centrado nas Visão de mundos e práticas culturais europeias e num conceito de propriedade da terra baseado na Doutrina da Descoberta. Os esforços iniciais de assimilação tiveram uma orientação religiosa, iniciando-se no século XVII com a chegada dos Missionários franceses na Nova França.
Embora não sem conflitos, as primeiras interações entre os Canadenses europeus e as populações das Primeiras Nações e Inuit foram relativamente pacíficas. As Primeiras Nações e os povos Métis (de ascendência europeia e indígena) desempenharam papel crucial no desenvolvimento das colônias europeias no Canadá, particularmente por sua colaboração com os Coureur des bois e Voyageurs nas explorações do continente durante o comércio de peles.
As interações iniciais com as Primeiras Nações passaram dos tratados de amizade e paz para a desapropriação de terras por meio de tratados, deslocamento e legislação de Assimilação forçada, como a Lei de Civilização Gradual, a Lei dos Índios, a Proibição do Potlatch, e o sistema de passes, que enfatizavam os ideais europeus do cristianismo, o modo de vida sedentário, a agricultura e a educação. Embora essas medidas sejam vistas hoje como racistas ou genocidas, na época eram consideradas progressistas, uma forma de intervenção estatal.

### Impacto da colonização
O grande objetivo da nossa legislação ("Lei dos Índios") tem sido eliminar o sistema tribal e assimilar o povo indígena em todos os aspectos com os demais habitantes do Domínio, tão rapidamente quanto estejam aptos a mudar.

Primeiro-Ministro do Canadá - Sir John A Macdonald (1887)
O impacto da colonização no Canadá pode ser observado em sua cultura, história, política, leis e sistemas legislativos. Isso levou à remoção sistemática de crianças indígenas de suas famílias, à supressão das línguas e tradições indígenas e à degradação das comunidades indígenas. Outras ações, que têm sido destacadas como indicativas de genocídio, incluem massacres esporádicos, a disseminação de doenças, a proibição de práticas culturais e a devastação ecológica dos territórios indígenas.
Como consequência da colonização europeia, a população indígena declinou massivamente. O declínio é atribuído a diversas causas, entre as quais a transferência de doenças introduzidas pelos europeus, conflitos pelo comércio de peles, desentendimentos com as autoridades coloniais e os colonos, e a perda de terras indígenas para os colonos, com o subsequente colapso da autossuficiência de diversas nações. Roland G. Robertson sugere que, durante o final da década de 1630, a varíola matou mais da metade dos Wyandot (Hurões), que controlavam a maior parte do comércio de peles na região de Nova França. Durante o século XVII, nas Guerras dos Castores, os Haudenosaunee destruíram brutalmente grandes confederações tribais, como os Mohicans, os Wyandot, os Neutros, os Erie, os Susquehannock e os Algonquin do norte. Alguns historiadores classificam essas ações como genocídio, embora ressaltem que comerciantes britânicos e holandeses incentivavam e armavam os Haudenosaunee.
O impacto mais bem documentado da colonização no Canadá é o sistema de internatos indígenas, que teve o objetivo de assimilar a população. Outros exemplos incluem a relocação forçada das populações inuit durante a Guerra Fria para reforçar a soberania canadense, a segregação médica que resultou em condições precárias e na ausência de inovações, a esterilização de homens e mulheres indígenas, e a situação atual de violência e discriminação enfrentadas por mulheres indígenas, que se encontram marginalizadas.
Alguns estudiosos sugerem que os grupos indígenas no Canadá ainda sofrem os efeitos do colonialismo de assentamento. Isso se manifesta por meio de discriminação de caráter racial, tais como a desigualdade no sistema de justiça criminal, a brutalidade policial e as altas taxas de encarceramento, temas que têm sido objeto de análise jurídica e política.

### Resistência indígena
A Resposta indígena ao colonialismo no Canadá remonta a períodos anteriores à sua fundação. Historicamente, a resistência indígena assumiu formas como rebeliões violentas, protestos, bloqueios, desafios judiciais e esforços de revitalização cultural, todos direcionados a contestar as políticas e práticas do governo canadense e a afirmar a soberania indígena sobre seus territórios tradicionais. Durante o século XX, diversos grupos indígenas surgiram para enfrentar questões como a perda de terras, a não reivindicação de direitos, políticas prejudiciais e as condições precárias nas reservas.
O Massacre de Lachine de 1689, durante as Guerras dos Castores, contou com a invasão por 1.500 guerreiros dos Haudenosaunee à pequena comunidade de Lachine na Nova França, que possuía 375 habitantes. Esse ataque ocorreu em razão da ira dos Haudenosaunee diante da expansão francesa, que resultou na captura de muitos e no assassinato de cerca de 24 residentes franceses. Nos anos 1800, Louis Riel liderou os Métis nas rebeliões do Rio Vermelho e das Rebeliões do Noroeste para lutar por direitos sobre a terra e de governança.
Em 1967, a Irmandade Nacional dos Índios e outros grupos se opuseram ao Livro Branco, que visava eliminar a Lei dos Índios e os direitos limitados dos povos indígenas. Durante a Crise de Oka em 1990, os Mohawk de Oka protestaram contra a implantação de um campo de golfe em suas terras ancestrais, enfrentando intervenção militar. O movimento Idle No More surgiu em resposta ao Projeto de Lei C-45, que ameaçava proteções ambientais e direitos decorrentes de tratados, utilizando diversas formas de ativismo para exigir respeito pelos tratados e pelas relações indígenas. A greve de fome da Chefe Theresa Spence chamou a atenção para as precárias condições nas Reservas indígenas. Recentemente, os protestos de 2020 contra um oleoduto em território da Nação Wet’suwet’en foram acompanhados por uma forte ação policial.

## Violência genocida

### Os Beothuk

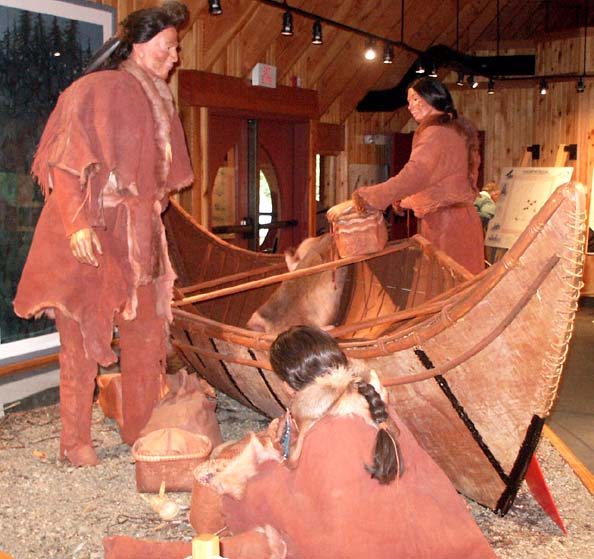
A tribo Beothuk de Terra Nova está extinta como grupo cultural. Ela está representada em registros museológicos, históricos e arqueológicos.

Com a morte de Shanawdithit em 1829, os Beothuk e os povos indígenas de Terra Nova foram oficialmente declarados extintos após sofrerem epidemias, fome, perda de acesso a fontes alimentares e deslocamento pelos pescadores e comerciantes ingleses e franceses. As principais fontes de alimento dos Beothuk eram o caribu, o peixe e as focas; seu deslocamento forçado os privou de duas dessas fontes. Isso levou à caça excessiva do caribu, causando a redução de sua população em Terra Nova. Os Beothuk emigraram de suas terras e modos de vida tradicionais, tentando evitar o contato com os europeus, para ecossistemas incapazes de sustentá-los, ocasionando desnutrição e, por fim, fome.
A proclamação do governador John Byron de que "I do strictly enjoin and require all His Majesty's subjects to live in amity and brotherly kindness with the native savages [Beothuk] of the said island of Newfoundland", bem como a subsequente proclamação emitida pelo governador John Holloway em 30 de julho de 1807, que proibiu maus-tratos aos Beothuk e ofereceu recompensa por informações sobre tais abusos. Tais proclamações parecem ter tido pouco efeito, uma vez que, escrevendo em 1766, o governador Hugh Palliser relatou ao secretário de estado britânico que "the barbarous system of killing prevails amongst our people towards the Native Indians — whom our People always kill, when they can meet them".
Os estudiosos divergem quanto à definição de genocídio em relação aos Beothuk. Enquanto alguns defendem que os Beothuk se extinguiram como consequência não intencional da colonização europeia, outros afirmam que os europeus conduziram uma campanha sustentada de genocídio contra eles.

### Epidemias de varíola no Noroeste do Pacífico
Os povos indígenas do Noroeste do Pacífico sofreram várias epidemias anteriores de varíola, aproximadamente uma vez por geração, depois que o contato europeu teve início no final do século XVIII: no final da década de 1770, em 1801–03, 1836–38 e 1853. Essas epidemias não estão tão bem documentadas nos registros históricos como a 1862 Epidemia de varíola no Noroeste do Pacífico.
A epidemia de varíola de 1862 começou em Vitória na Ilha de Vancouver e espalhou-se entre os Povos indígenas da costa do Noroeste do Pacífico e para os povos indígenas do Planalto Noroeste, ceifando a vida de uma grande parte dos indígenas desde a Região de Puget Sound até o Alasca do Sudeste. Dois terços dos indígenas da Colúmbia Britânica morreram – cerca de 20.000 pessoas.
Enquanto as autoridades coloniais empregavam quarentena, vacina contra a varíola e inoculação para evitar que a doença se espalhasse entre colonos e colonizadores, ela foi em grande parte deixada se propagar entre os povos indígenas. A Colônia da Ilha de Vancouver tentou salvar alguns dos habitantes indígenas, mas a maioria foi forçada a deixar os arredores de Vitória e retornar para suas terras de origem, mesmo sabendo que isso resultaria em uma grande epidemia de varíola entre a população indígena da costa do Noroeste do Pacífico. Muitos colonos e jornais defendiam abertamente a expulsão.
Alguns historiadores descrevem essa epidemia como um genocídio deliberado, pois a Colônia da Ilha de Vancouver e a Colônia da Colúmbia Britânica poderiam ter evitado a epidemia, mas optaram por não fazê-lo e, de certa forma, até a facilitaram. De acordo com o historiador Kiran van Rijn, "o oportunismo egoísta, aliado a uma piedade vazia, repulsa pelas vítimas e sentimentos presunçosos de inevitabilidade, moldaram a resposta colonial à epidemia entre as Primeiras Nações"; para alguns moradores de Vitória, a expulsão dos povos indígenas foi uma "oportunidade há muito almejada" para se livrar deles e, para outros, uma chance de tomar posse das terras das Primeiras Nações por meio de roubo de suas terras.

### Escolas residenciais
Iniciado em 1874 e perdurando até 1996, o governo canadense, em parceria com as principais igrejas cristãs, administrou 130 escolas residenciais (internatos) em todo o país para crianças indígenas, que foram retiradas à força de suas casas. Ao longo da existência do sistema, cerca de 30% das crianças indígenas, ou aproximadamente 150.000, foram colocadas em escolas residenciais em todo o país; pelo menos 6.000 desses estudantes morreram durante o período de frequência.
Embora as escolas tenham oferecido alguma educação, elas foram marcadas pela falta de financiamento, doenças, abusos e abusos sexuais. Os efeitos negativos do sistema de escolas residenciais vêm sendo quase unanimemente reconhecidos entre os estudiosos que pesquisam esse sistema, havendo debates principalmente acerca dos motivos e intenções.
Parte desse processo, ocorrido entre as décadas de 1960 e 1980 e denominado Retirada de crianças dos anos 60, foi investigado, e a remoção de crianças foi considerada genocida pelo juiz Edwin Kimelman, que afirmou: "Você tirou uma criança de sua cultura específica e a colocou em uma cultura estrangeira sem qualquer assistência [de aconselhamento] para a família que a possuía. Há algo dramaticamente e essencialmente errado nisso."
Outro aspecto do sistema de escolas residenciais foi o uso da esterilização forçada em mulheres indígenas que optaram por não seguir o aconselhamento das escolas de se casar com homens não indígenas.

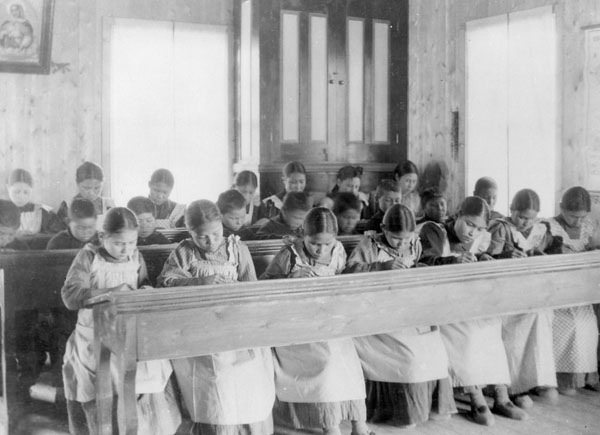
Período de estudos em uma escola residencial indígena Católica Romana em Fort Resolution, T.N.

Há muito tempo os povos indígenas do Canadá se referem ao sistema de escolas residenciais como genocídio, e estudiosos passaram a descrever o sistema como genocida a partir da década de 1990. Segundo alguns especialistas, as leis e políticas do governo canadense – incluindo o sistema de escolas residenciais – que incentivavam ou obrigavam os povos indígenas a assimilar-se em uma sociedade eurocêntrica, violaram a Convenção sobre Genocídio das Nações Unidas, que o Canadá assinou em 1949 e aprovou no Parlamento em 1952. Dessa forma, esses estudiosos acreditam que o Canadá poderia ser julgado pela Corte Internacional por genocídio. Outros também apontam para a Declaração das Nações Unidas sobre os Direitos dos Povos Indígenas, adotada na legislação canadense em 2010, cujo artigo 7 trata dos direitos dos povos indígenas de não serem submetidos a genocídio ou a "qualquer outro ato de violência, inclusive a remoção forçada de crianças de um grupo para outro".
O resumo executivo da Comissão da Verdade e Reconciliação (TRC) concluiu que a assimilação equivaleu a genocídio cultural. Essa conclusão foi corroborada por outros estudiosos, incluindo David Bruce MacDonald e Graham Hudson, que afirmam que o sistema de escolas residenciais pode chegar a ser mais do que apenas genocídio cultural, apresentando argumentos específicos de como o sistema atendia ao requisito dolus specialis da Convenção sobre Genocídio. A ambiguidade da redação do relatório da TRC permitiu interpretar que houve também genocídio físico e biológico. A comissão não teve autorização para concluir a ocorrência de genocídio físico e biológico, pois isso implicaria uma responsabilidade legal do governo canadense de difícil comprovação. Como resultado, o debate sobre se o governo canadense também cometeu genocídio físico e biológico contra as populações indígenas permanece em aberto.

#### Experimentos nutricionais
Os Experimentos nutricionais das Primeiras Nações foram uma série de experimentos realizados no Canadá pelo Departamento de Pensões e Saúde Nacional (atualmente Saúde Canadá). Os experimentos ocorreram entre 1942 e 1952, utilizando crianças indígenas provenientes das escolas residenciais em Alberta, Colúmbia Britânica, Manitoba, Nova Escócia e Ontário.
Os experimentos foram realizados em, pelo menos, 1.300 indígenas espalhados pelo Canadá, dos quais aproximadamente 1.000 eram crianças.
As mortes associadas aos experimentos foram descritas como parte do genocídio do Canadá contra os povos indígenas.
Os experimentos envolveram comunidades isoladas e com baixa qualidade nutricional, como as de The Pas e Norway House no norte de Manitoba, bem como as escolas residenciais, e foram concebidos para estudar a importância relativa e os níveis ótimos de vitaminas recentemente descobertas e de suplementos nutricionais.
Os experimentos incluíram malnutrição deliberada e sustentada e, em alguns casos, a omissão na oferta de serviços odontológicos.
Em 2013, a Assembleia das Primeiras Nações aprovou uma resolução afirmando que os experimentos "revelam uma conduta da Coroa que reflete um padrão de genocídio contra os povos aborígenes".

### Esterilizações
A prática de esterilizar à força indivíduos considerados mentalmente inadequados ou "socialmente inadequados" era comum no início até meados do século XX.
A crença era de que, ao impedir que esses indivíduos se reproduzissem, proteger-se-ia a sociedade do suposto impacto negativo de seus genes. Isso levou à esterilização compulsória de milhares de pessoas, muitas das quais eram mulheres indígenas, indivíduos com deficiência e aqueles considerados portadores de traços "indesejáveis".
A base legal para a esterilização compulsória no Canadá remonta à aprovação da Lei de Esterilização Sexual em Alberta em 1928. Essa legislação permitia a esterilização de indivíduos considerados mentalmente deficientes ou doentes mentais sem o seu consentimento. Legislações similares existiam na Colúmbia Britânica, embora os registros de esterilizações nessa província sejam incompletos.
Adicionalmente, esterilizações ocorreram em Saskatchewan, Quebec, Manitoba, Ontário e outras regiões sem marcos legais específicos.
Essas práticas permaneceram em vigor até os anos 1970, quando a opinião pública começou a mudar e a prática foi finalmente considerada antiética e desumana.
Apesar da legislação, mulheres indígenas afirmam que foram coagidas a consentir a esterilização, muitas vezes durante momentos de vulnerabilidade, como o parto, a partir do meio dos anos 1970.
Em junho de 2021, o Comitê Permanente de Direitos Humanos no Canadá concluiu que a esterilização compulsória continua ocorrendo no Canadá e que sua extensão foi subestimada.
Um projeto de lei foi apresentado ao Parlamento em 2024 para acabar com a prática.
Embora as crenças e práticas de eugenia no Canadá tenham operado por meio da institucionalização e de julgamentos médicos – de forma semelhante a outros países da época – alguns estudiosos modernos defendem que isso representou uma forma de genocídio, destinada a limitar os direitos e a própria existência de um grupo de pessoas.

### Deslocamento
A Realocação no Alto Ártico ocorreu no contexto da Guerra Fria, quando o governo federal realocou à força 87 cidadãos Inuit para o Alto Ártico como símbolos humanos da afirmação da soberania canadense sobre a região. Aos Inuit foi prometido que, se desejassem, retornariam para casa em Norte do Quebec após dois anos, mas essa oferta foi posteriormente retirada, por prejudicar as reivindicações do Canadá sobre o Alto Ártico; foram, assim, forçados a permanecer.
Em 1993, após longas audiências, a Comissão Real sobre os Povos Indígenas emitiu o relatório The High Arctic Relocation: A Report on the 1953–55 Relocation.
O governo pagou indenizações e, em 2010, emitiu um pedido de desculpas formal.

### Segregação médica

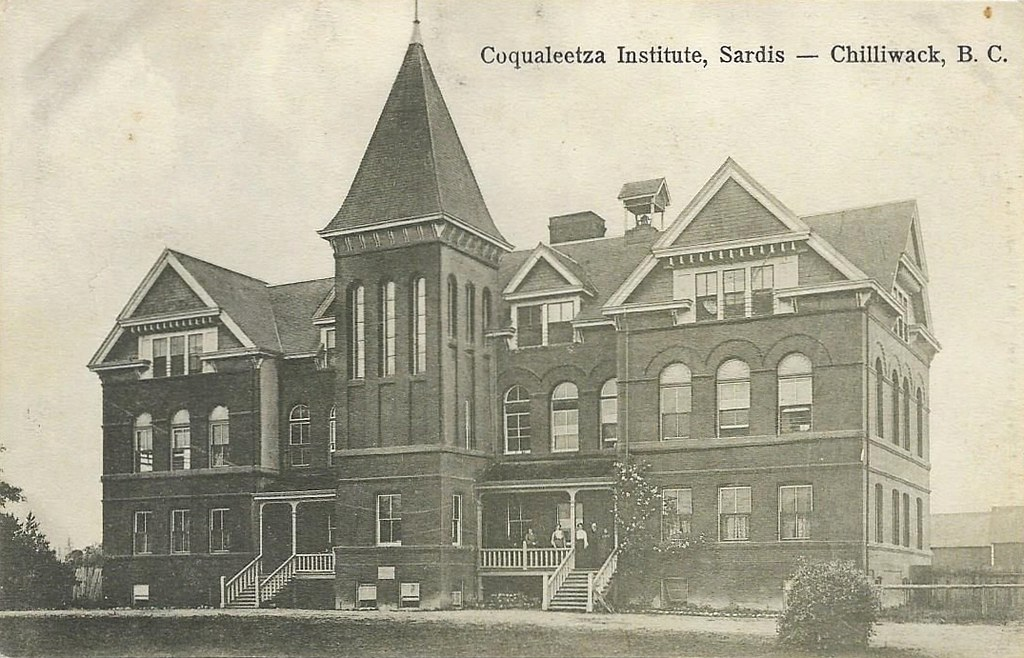
O Hospital Indígena Coqualeetza que estava localizado em Sardis, Colúmbia Britânica

Os hospitais indígenas eram segregados racialmente hospitals, originalmente servindo como sanatórios para tuberculose, mas que mais tarde passaram a funcionar como hospitais gerais e de cuidados agudos para os povos indígenas do Canadá, operando durante o século XX.
Os hospitais foram inicialmente usados para isolar pacientes indígenas com tuberculose da população em geral, devido ao receio de que a "TB indígena" representasse um perigo para a população não indígena.
Muitos desses hospitais estavam situados em Reserva indígenas – podendo também ser denominados "hospitais de reserva" – enquanto outros ficavam em cidades próximas. Salários baixos, condições precárias de trabalho e a localização isolada de muitos hospitais dificultavam a manutenção de um número adequado de profissionais qualificados.
Além disso, esses hospitais não recebiam o mesmo nível de financiamento que as instalações destinadas às comunidades não indígenas. Embora o tratamento para tuberculose em pacientes não indígenas tenha melhorado durante as décadas de 1940 e 1950, tais inovações não foram adotadas nos hospitais indígenas.
Entre 1949 e 1953, foram realizadas 374 cirurgias experimentais em pacientes com tuberculose, sem o uso de anestesia geral no Hospital Indígena Charles Camsell.

### Mulheres indígenas desaparecidas e assassinadas
Ver também
De 2016 a 2019, o governo canadense conduziu o Inquérito Nacional sobre Mulheres Indígenas Desaparecidas e Assassinadas. O relatório final do inquérito concluiu que o elevado nível de violência direcionado às mulheres e meninas das Primeiras Nações, Inuit e Métis é "causado por ações e omissões do Estado enraizadas no colonialismo e em ideologias coloniais".
Os comissários do inquérito afirmaram, no relatório e publicamente, que a crise das MMIWG é "um genocídio canadense".
O inquérito também concluiu que a crise constituía um "genocídio em curso, baseado em raça, identidade e gênero".

## Reconciliação e reconhecimento
A história do Canadá evoluiu significativamente ao longo dos anos, com interpretações iniciais frequentemente minimizando ou negando a extensão da violência e dos danos infligidos aos povos indígenas.
Nos últimos anos, tem crescido o reconhecimento da natureza sistêmica das atrocidades perpetradas contra os povos indígenas no Canadá.
Líderes indígenas e estudiosos – como Phil Fontaine, Alice MacLachlan e David Bruce MacDonald – defendem há tempos que o governo canadense deveria "reconhecer oficialmente" a totalidade das atrocidades como genocídio.
Um período de reparação e de pedidos de desculpas aos povos indígenas começou em 2008 com a criação da Comissão da Verdade e Reconciliação pelo governo canadense, resultando no reconhecimento do genocídio cultural, na celebração de acordos de reparação e na melhoria das questões relacionadas à discriminação racial, como o enfrentamento da situação das Mulheres indígenas desaparecidas e assassinadas.
O relatório também resultou em um pedido de desculpas, emitido pelo então primeiro-ministro Stephen Harper, em nome do governo canadense e de seus cidadãos, pelo sistema de escolas residenciais.
Em 2015, a chefe de Justiça do Supremo Tribunal, Beverly McLachlin, afirmou que o tratamento histórico dispensado aos povos indígenas no Canadá configurou "genocídio cultural".
Em outubro de 2022, a Câmara dos Comuns do Canadá aprovou por unanimidade uma moção para que o governo canadense reconhecesse oficialmente o sistema de escolas residenciais como genocídio contra as populações indígenas.
Esse reconhecimento foi seguido por uma visita do Papa Francisco, que pediu desculpas pelo papel dos membros da Igreja na "opressão, maus-tratos e genocídio cultural dos povos indígenas".
Scouts Canada também emitiu um pedido de desculpas por "seu papel na erradicação dos povos das Primeiras Nações, Inuit e Métis durante mais de um século".
Desde 2022, o aviso de "conteúdo prejudicial" da Library and Archives Canada declara:

Reconhecemos que os arquivos podem ser locais de trauma para os povos indígenas. Trabalhar com registros históricos que documentam experiências de genocídio, assimilação e opressão, bem como com o viés inerente anti-indígena e a linguagem ofensiva presentes nesses registros, pode gerar sentimentos de angústia, tristeza e dor para os pesquisadores.

## Negacionismo
Ver também
Apesar de décadas de reconhecimento e de pedidos de desculpas, as alegações de negacionismo dos genocídios são um fator presente na sociedade canadense.
Em 2022, Gregory Stanton, ex-presidente da International Association of Genocide Scholars, emitiu um relatório afirmando que o Canadá se encontra na "fase de negação" dos dez estágios do genocídio.
No Dia Nacional da Verdade e Reconciliação em 2023, o primeiro‐ministro Justin Trudeau afirmou que o negacionismo vinha aumentando após disputas quanto à conclusividade das evidências relativas às descobertas de túmulos das escolas residenciais indígenas. O ministro da Justiça federal, David Lametti, afirmou em 2023 que estava aberto à proibição do negacionismo das escolas residenciais.
Kimberly Murray, do Gabinete do Interlocutor Especial Independente, publicou em 2023 um relatório que se inicia com:
Alguns ainda negam que as crianças sofreram abusos físicos, sexuais, psicológicos, culturais e espirituais, apesar das evidências inquestionáveis da Comissão de Verdade e Reconciliação (TRC) em sentido contrário. Outros tentam negar e minimizar os impactos destrutivos das escolas residenciais indígenas. Acreditam que o mito histórico de que o Canadá tratou os povos indígenas com benevolência e generosidade é verdadeiro.

O relatório levou Leah Gazan, deputada do NDP, a introduzir o Projeto de Lei C-413 em 2024, que proibiria o negacionismo das escolas residenciais. No entanto, juristas já afirmaram anteriormente que um projeto de lei dessa natureza provavelmente não passaria por um desafio constitucional sob a Carta Canadense.

### Obras citadas
- Adhikari, Mohamed (2023). «"Agora Somos Nativos": O genocídio do povo Beothuk e a política da "extinção" em Terra Nova». In:  Jacob, Frank; Göllnitz, Martin. Genocídio e Violência em Massa na Era dos Extremos. [S.l.]: De Gruyter. pp. 115–136. ISBN 978-3-11-078132-8. ISSN 2626-6490. doi:10.1515/9783110781328
- Akhtar, Zia (2010). «Genocídio canadense e culpabilidade oficial». Revisão Internacional de Justiça Criminal. 10 (1): 111–135. doi:10.1163/157181209x12584562670938
- Cormier, Paul Nicolas (2017). «O colonialismo britânico e os povos indígenas: A lei da resistência–resposta–mudança». Pesquisa pela Paz. 49 (2): 39–60. JSTOR 44779906
- Dhamoon, Rita Kaur (2016). «Reapresentando o genocídio: O Museu Canadense dos Direitos Humanos e o poder colonial dos colonos». Revista de Raça, Etnia e Política. 1 (1): 5–30. doi:10.1017/rep.2015.4
- Green, Sarah (23 de agosto de 2023). «O "genocídio silencioso" que assombra o sonho liberal do Canadá». The Daily Telegraph. Cópia arquivada em 13 de julho de 2024
- Harring, Sidney L. (2021). «'Atirando um Pato Negro': A violência genocida dos colonizadores contra os povos indígenas e a criação do Canadá». In:  Adhikari, Mohamed. Violência Movida por Civis e o Genocídio dos Povos Indígenas em Sociedades Colonizadoras. [S.l.]: Routledge. pp. 82–109. ISBN 978-1-003-01555-0
- Lightfoot, Kent G.; Nelson, Peter A.; Grone, Michael A.; Apodaca, Alec (2021). «Caminhos para a Persistência: Engajamentos indígenas divergentes com as permutações coloniais sustentadas na América do Norte». In:  Panich, Lee M.; Gonzalez, Sara L. O Manual Routledge da Arqueologia da Interação Indígena-Colonial nas Américas. [S.l.]: Routledge. pp. 129–146. ISBN 978-0-429-27425-1
- Lux, Maureen K. (2016). Camas Separadas: Uma História dos Hospitais Indígenas no Canadá, 1920–1980. Col: G - Série de Referência, Informação e Assuntos Interdisciplinares. [S.l.]: University of Toronto Press. ISBN 978-1-4426-6312-1
- MacDonald, David B. (2 de outubro de 2015). «As guerras da história do Canadá: genocídio indígena e memória pública nos Estados Unidos, Austrália e Canadá». Journal of Genocide Research. 17 (4): 411–431. doi:10.1080/14623528.2015.1096583
- MacDonald, David B.; Hudson, Graham (2012). «A questão do genocídio e as escolas residenciais indígenas no Canadá». Canadian Journal of Political Science. 45 (2): 427–449. doi:10.1017/s000842391200039x
- Moses, A. Dirk (2008). «Império, Colônia, Genocídio: Palavras-chave e a filosofia da história». In:  Moses, A. Dirk. Império, Colônia, Genocídio: Conquista, Ocupação e Resistência Subalterna na História Mundial. [S.l.]: Berghahn Books. pp. 3–54. ISBN 978-1-84545-452-4
- Rubinstein, W. D. (2004). «Genocídio e debate histórico: William D. Rubinstein atribui a amargura dos argumentos dos historiadores à falta de uma definição consensual e a agendas políticas». History Today. 54. Consultado em 10 de fevereiro de 2019. Cópia arquivada em 31 de janeiro de 2013
- Thielen-Wilson, Leslie (2014). «Perturbando o caminho para a descolonização: Jurisprudência das escolas residenciais indígenas, genocídio e ilegitimidade dos colonizadores». Canadian Journal of Law and Society / Revue Canadienne Droit et Société. 29 (2): 181–197. doi:10.1017/cls.2014.4
- Woolford, Andrew (2009). «Destruição ontológica: Genocídio e os povos aborígenes canadenses». Genocide Studies and Prevention. 4 (1): 81–97. doi:10.3138/gsp.4.1.81
- Woolford, Andrew; Benvenuto, Jeff (2 de outubro de 2015). «Canadá e o genocídio colonial». Journal of Genocide Research. 17 (4): 373–390. ISSN 1462-3528. doi:10.1080/14623528.2015.1096580